# آب‌انبار عمارت میامی
آب‌انبار عمارت میامی مربوط به دوره قاجار است و در سمنان، داخل شهر واقع شده و این اثر در تاریخ ۱۰ مهر ۱۳۸۰ با شمارهٔ ثبت ۳۹۴۵ به‌عنوان یکی از آثار ملی ایران به ثبت رسیده است.